# Джексон по кличке «Мотор»
«Экшен Джексон» (англ. Action Jackson) — американский фильм в жанре кэмп-экшен, вышедший на экраны 12 февраля 1988 года.

## Идея
Идея фильма была предложена Карлом Уэзерсом в 1986 году. Во время съёмок фильма «Хищник» он разговаривал с одним из членов австралийской съёмочной группы, и тот, сетуя на трудности, сказал: «Я выкладывался как Экшен Джексон» (I was in like Action Jackson), подразумевая экшен-фигурку «Экшен Джексон». В этот момент Уэзерс понял, что именно так назовёт свой фильм. Изложив фабулу фильма на пяти страницах, он представил её Джоэлу Силверу, который поручил Роберту Рено сочинить сценарий. Рено кардинально изменил сюжет (в варианте Уэзерса, Джексон находил «вещество» на консервном заводе), оставив прежними лишь название и главного героя.
Название экшен-фигурки «Экшен Джексон» происходит от термина action («выразительность, экспрессивность»), обозначающего способность живописной или скульптурной фигуры передавать одушевлённость, динамику или эмоцию через позу, композиционное положение или мимику:

action, n.

16. Fine Arts. the appearance of animation, movement, or emotion given to figures by their attitude, position, or expression.
—action Webster's Unabridged Dictionary

Экшен-фигурка обладает такой способностью благодаря наличию шарниров (аналогичных анатомическим суставам), позволяющих придавать ей различные позы.

## Сюжет
Получив диплом юриста по окончании Гарвардского университета, Джерико Джексон становится детективом в полиции Детройта, где коллеги дают ему прозвище «Экшен Джексон» за характерологическое сходство с выпускавшейся в 1971–74 гг. одноимённой экшен-фигуркой афроамериканского супермена, на упаковке которой был девиз «Do and Dare! He's Everywhere!». Полицейские шутят, что Джексон был создан NASA, дабы стать первым человеком, совершившим прогулку по Луне без скафандра.
Действие фильма начинается в тёмное время суток. Над городом низко пролетает вертолёт. Подлетев к офисному зданию, он поднимается вверх, к крыше. В одном из офисов этого здания находятся два человека – сотрудник профсоюза автомобильных компаний и его секретарша; вместе они пытаются сочинить речь по поводу смерти другого видного деятеля профсоюза Сэмюэла Нормана, который незадолго до этого был убит неизвестными. Внезапно стекло разбивается, и внутрь на тросах влетают бандиты, которые перед этим высадились с вертолёта на крышу здания. Секретаршу убивают сразу, а (мужчину) избивают, после чего он, выхватив свой пистолет, пытается вести перестрелку, стреляя во всё подряд, но бандиты передвигаются по помещению настолько скрытно и бесшумно, что ни одна пуля не попадает в цель. Расстреляв все патроны, он пытается вызвать обесточенный лифт и наконец видит пятерых бандитов, один из которых, (), вооружён минигранатомётом. () выстрелом из гранатомёта поджигает () и тот падает из окна.
Утром следующего дня двое патрульных, проезжая по улице на машине, наблюдают за мелким карманником Альбертом. Задержав неудачливого воришку после неудачной попытки кражи, они пугают его, рассказывая ему небылицы о легендарном сержанте Джексоне по прозвищу «Экшен Джексон», а затем доставляют в отдел, где он пытается сбежать, но столкнувшись нос к носу с Джексоном, падает в обморок.
После инцидента с Альбертом Джексона вызывает к себе в кабинет начальник полиции капитан Армбрастер. В ходе разговора Армбрастера и Джексона зритель узнаёт, что Джексон окончил Гарвардский университет и мог бы сделать блестящую карьеру юриста, но выбрал службу в полиции Детройта; у него была красавица-жена, а его карьера была на взлёте, пока он не столкнулся с сыном Энтони Делаплейна – влиятельного автомобильного магната. Делаплейн-младший – наркоман и сексуальный маньяк; Джексон расследовал его преступления и посадил его в тюрьму, но в момент задержания жестоко с ним и обращался и вывихнул ему руку. Используя свои связи, Делаплейн-младший добился, чтобы Джексона разжаловали из лейтенантов в сержанты и «сослали» на самую непривлекательную работу. После этого от Джексона ушла жена.

## В ролях
| Актёр              | Роль                                                          |
| ------------------ | ------------------------------------------------------------- |
| Карл Уэзерс        | сержант Джерико «Экшен» Джексон главный герой                 |
| Крэйг Т. Нельсон   | Питер Энтони Делаплэйн антагонист                             |
| Вэнити             | певица Сидни Эш любовница Делаплэйна                          |
| Шэрон Стоун        | Патриция Делаплэйн жена Делаплэйна                            |
| Томас Ф. Уилсон    | офицер Корнблау                                               |
| Билл Дьюк          | начальник полиции, капитан Эрл Армбрастер                     |
| Роберт Дави        | сотрудник автомобильного профсоюза Тони Моретти друг Джексона |
| Джек Тибо          | детектив Коттервелл                                           |
| Роджер Аарон Браун | офицер Лэк                                                    |
| Эд О’Росс          | Фрэнк Стрингер                                                |
| Альберт Лён        | водитель Делаплэйна                                           |

## Саундтрек
В фильме звучат композиции в исполнении The Pointer Sisters, Sister Sledge, Херби Хэнкока, Дэйва Коза. Вэнити исполняет песни «Undress», «Faraway Eyes» и «Shotgun». Саундтрек издавался отдельным диском.

## Рецензии
Роджер Эберт охарактеризовал фильм как стилистически и логически невыдержанный гибрид «Супермена» и «Ликов смерти».